# William Castro
William Adrián Castro (Mercedes, 22 mei 1965) is een voormalig profvoetballer uit Uruguay, die speelde als aanvallende middenvelder. Hij beëindigde zijn actieve loopbaan in 1998 bij Miramar Misiones.

## Clubcarrière
Castro speelde clubvoetbal in Uruguay, Argentinië en Mexico gedurende zijn carrière.

## Interlandcarrière
Castro maakte zijn debuut voor het Uruguayaans voetbalelftal op 3 mei 1989 en scoorde tweemaal voor de nationale ploeg in de periode 1989-1991, onder meer tegen Colombia (2-0) op 2 februari 1990 tijdens een drielandentoernooi in Miami.

## Erelijst
Club Nacional
- Copa Libertadores

1988
- Wereldbeker

1988
- Copa Interamericana

1989
- Recopa Sudamericana

1989